# Comuna Surdila-Găiseanca, Brăila
Surdila-Găiseanca (în trecut, și Câță) este o comună în județul Brăila, Muntenia, România, formată din satele Filipești și Surdila-Găiseanca (reședința).

## Așezare
Comuna se află în partea de vest a județului, la est de orașul Făurei. Este traversată de șoseaua națională DN2B, care leagă Brăila de Buzău. La Surdila-Găiseanca, din acest drum se ramifică scurta șosea județeană DJ203S, care duce în centrul orașului Făurei. Prin comună trece și calea ferată Buzău–Brăila, pe care este deservită de stația Găiseanca.

## Demografie
Componența etnică a comunei Surdila-Găiseanca
     Români (93,11%)
     Romi (1,37%)
     Alte etnii (0,18%)
     Necunoscută (5,34%)
Componența confesională a comunei Surdila-Găiseanca
     Ortodocși (93,3%)
     Alte religii (1,28%)
     Necunoscută (5,43%)
Conform recensământului efectuat în 2021, populația comunei Surdila-Găiseanca se ridică la 2.193 de locuitori, în scădere față de recensământul anterior din 2011, când fuseseră înregistrați 2.501 locuitori. Majoritatea locuitorilor sunt români (93,11%), cu o minoritate de romi (1,37%), iar pentru 5,34% nu se cunoaște apartenența etnică. Din punct de vedere confesional, majoritatea locuitorilor sunt ortodocși (93,3%), iar pentru 5,43% nu se cunoaște apartenența confesională.

## Politică și administrație
Comuna Surdila-Găiseanca este administrată de un primar și un consiliu local compus din 11 consilieri. Primarul, Gabriel Drăguț[*], de la Partidul Național Liberal, este în funcție din 2016. Începând cu alegerile locale din 2024, consiliul local are următoarea componență pe partide politice:
|  | Partid                          | Consilieri | Componența Consiliului | Componența Consiliului | Componența Consiliului | Componența Consiliului | Componența Consiliului | Componența Consiliului | Componența Consiliului | Componența Consiliului | Componența Consiliului |
|  | ------------------------------- | ---------- | ---------------------- | ---------------------- | ---------------------- | ---------------------- | ---------------------- | ---------------------- | ---------------------- | ---------------------- | ---------------------- |
|  | Partidul Național Liberal       | 9          |                        |                        |                        |                        |                        |                        |                        |                        |                        |
|  | Partidul Social Democrat        | 1          |                        |                        |                        |                        |                        |                        |                        |                        |                        |
|  | Alianța pentru Unirea Românilor | 1          |                        |                        |                        |                        |                        |                        |                        |                        |                        |

## Istorie
La sfârșitul secolului al XIX-lea, comuna făcea parte din plasa Ianca a județului Brăila și era formată din satele Surdila-Găiseanca, Brateșu, Mareș, Stravolca, Mortu și Dăscălești, cu o populație totală de 1245 de locuitori. În comuna înființată în 1854 funcționau două biserici ortodoxe zidite în 1864 și o școală mixtă deschisă în 1859. Pe teritoriul actual al comunei, mai funcționa pe atunci și comuna Filipești (denumită și Bașa-Gropăria), formată doar din satul de reședință, cu 1074 de locuitori. În comuna Filipești funcționau o moară de aburi, o școală de băieți cu 50 de elevi înființată în 1860 și una de fete cu 28 de eleve deschisă în 1877.
În 1925, cele două comune erau în plasa Călmățuiul a aceluiași județ. Comuna Surdila-Găiseanca avea în compunere satele Surdila-Găiseanca și Brateșu și cătunele Dăscălești, Mareșu, Mortu și Stravolea, cu o populație de 1451 de locuitori. Comuna Filipești cu același unic sat al său avea 1388 de locuitori. În 1931, ambele comune fuseseră condensate în câte un singur sat — Surdila-Găiseanca și Filipești.
În 1950, cele două comune au trecut la raionul Făurei din regiunea Galați. În 1968, comuna a căpătat actuala configurație, după ce comuna Filipești a fost desființată și inclusă în ea. Surdila-Găiseanca a revenit atunci la județul Brăila, reînființat.